# Suzuki S-Presso
Suzuki S-Presso — городской автомобиль, выпускающийся с 2019 года подразделением Maruti Suzuki.

## Описание
Впервые Suzuki S-Presso был представлен в феврале 2018 года в Индии на выставке Auto Expo. Серийный выпуск начался 30 сентября 2019 года. Комплектации: Standard, LXi, VXi и VXi+.
Suzuki S-Presso выпускается на платформе HEARTECT. Клиренс составляет 180 мм.
Вариант на компримированном природном газе был анонсирован в июне 2020 года. Комплектации: LXi и VXi.
Обновлённая версия S-Presso была представлена в июле 2022 года.

## Технические характеристики
| Бензиновые двигатели                   | Бензиновые двигатели       | Бензиновые двигатели                                                            | Бензиновые двигатели                                      |
| Двигатель                              | Трансмиссия                | Мощность                                                                        | Крутящий момент                                           |
| -------------------------------------- | -------------------------- | ------------------------------------------------------------------------------- | --------------------------------------------------------- |
| K10B, 998 см3, I3, VVT                 | 5-скор. МКПП или АМТ «AGS» | 50 кВт (67 л. с.) при 6000 об/мин                                               | 90 Н⋅м при 3500 об/мин                                    |
| K10C Dualjet, 998 см3, I3, Двойной VVT | 5-скор. МКПП или АМТ «AGS» | 49 кВт (66 л. с.) при 6000 об/мин                                               | 89 Н⋅м при 3500 об/мин                                    |
| КПГ                                    |                            |                                                                                 |                                                           |
| Двигатель                              | Трансмиссия                | Мощность                                                                        | Крутящий момент                                           |
| K10B, 998 см3, I3, VVT                 | 5-скор. МКПП               | 43 кВт (58 л. с.) при 5500 об/мин                                               | 78 Н⋅м при 3500 об/мин                                    |
| K10C Dualjet, 998 см3, I3, Двойной VVT | 5-скор. МКПП               | 48 кВт (64 л. с.) при 5500 об/мин (ДВС) 42 кВт (56 л. с.) при 5300 об/мин (КПГ) | 89 Н⋅м при 3500 об/мин (ДВС) 82 Н⋅м при 3400 об/мин (КПГ) |

## Галерея

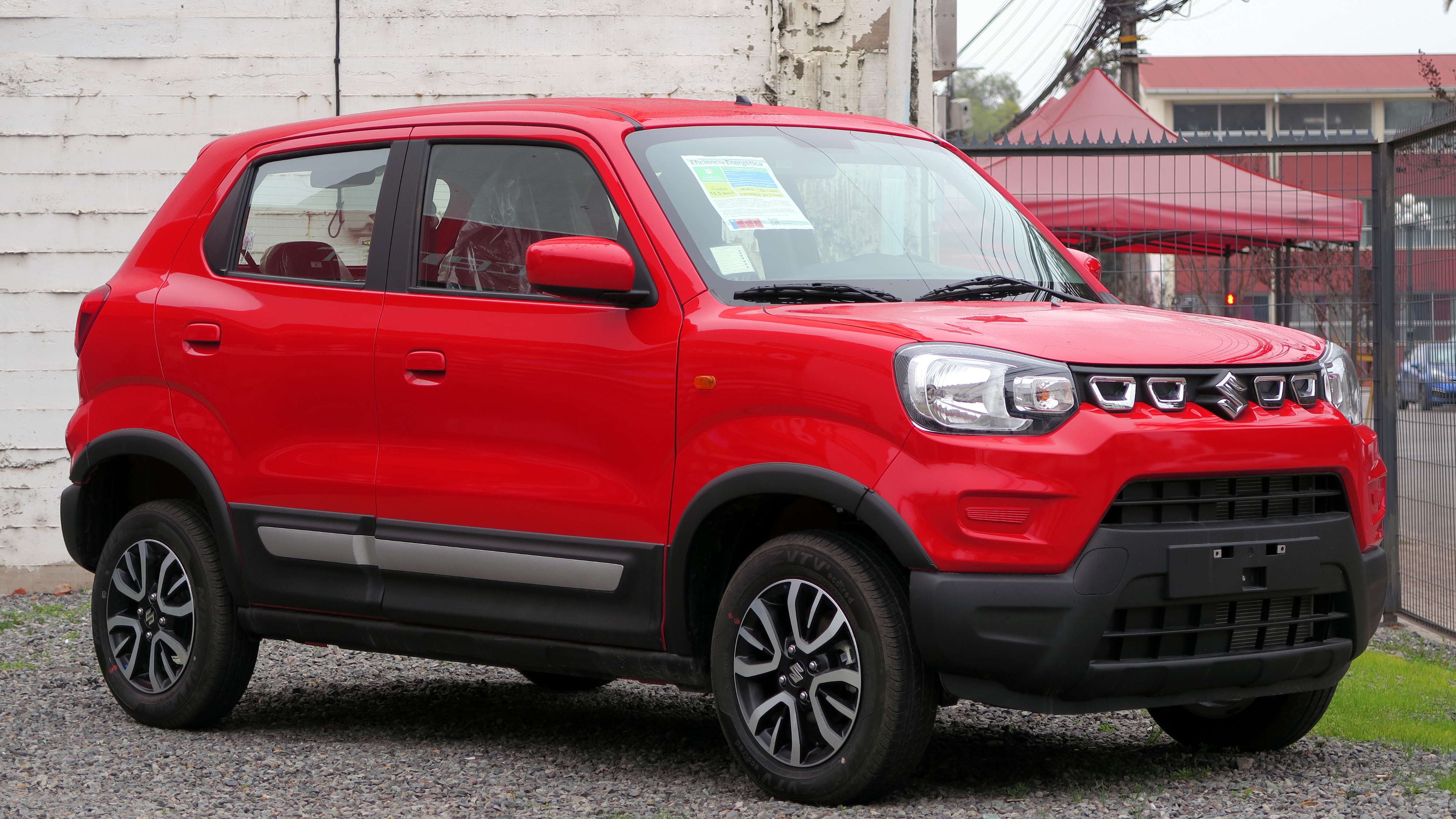
Suzuki S-Presso GLX Adventure (Чили)
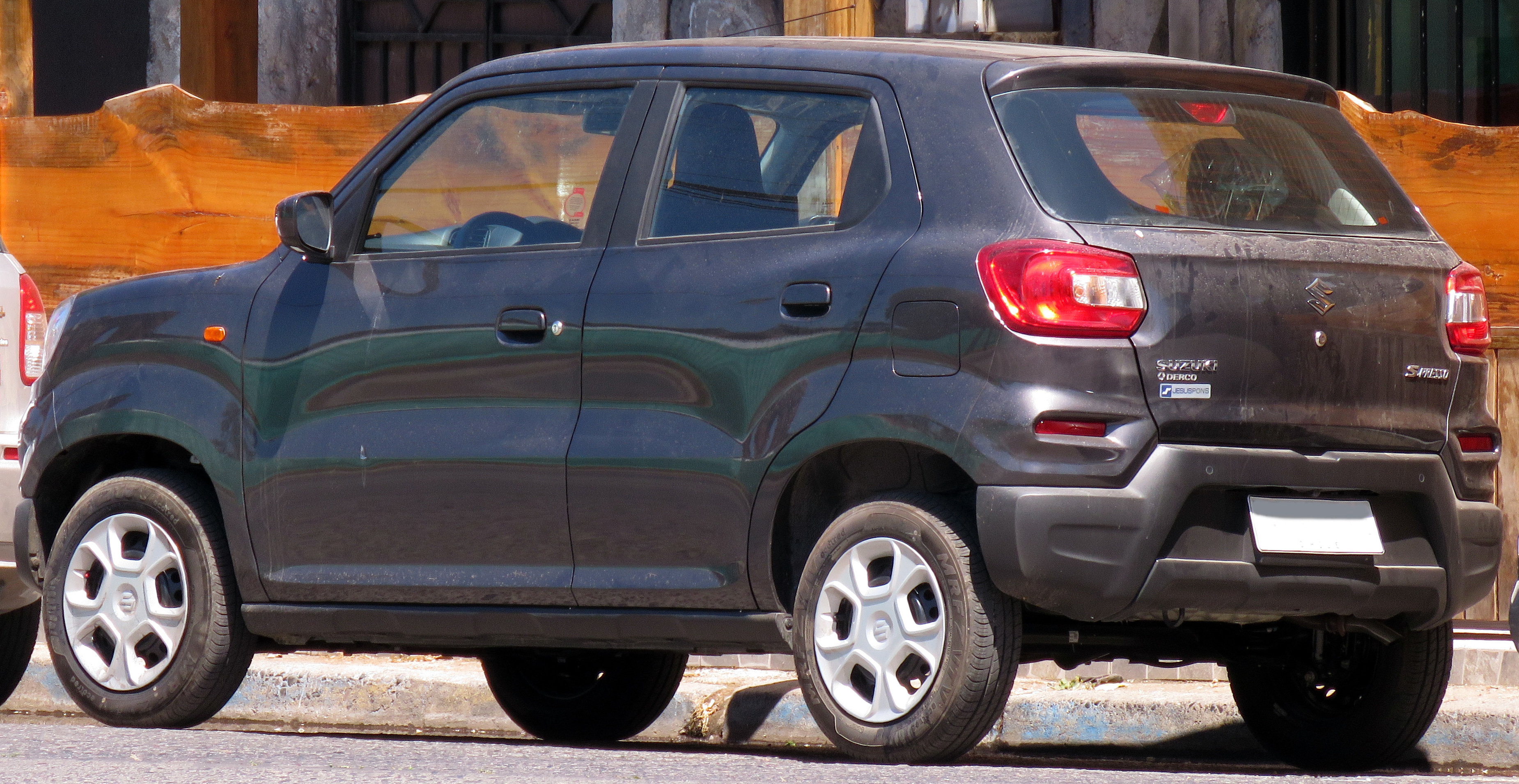
Вид сзади
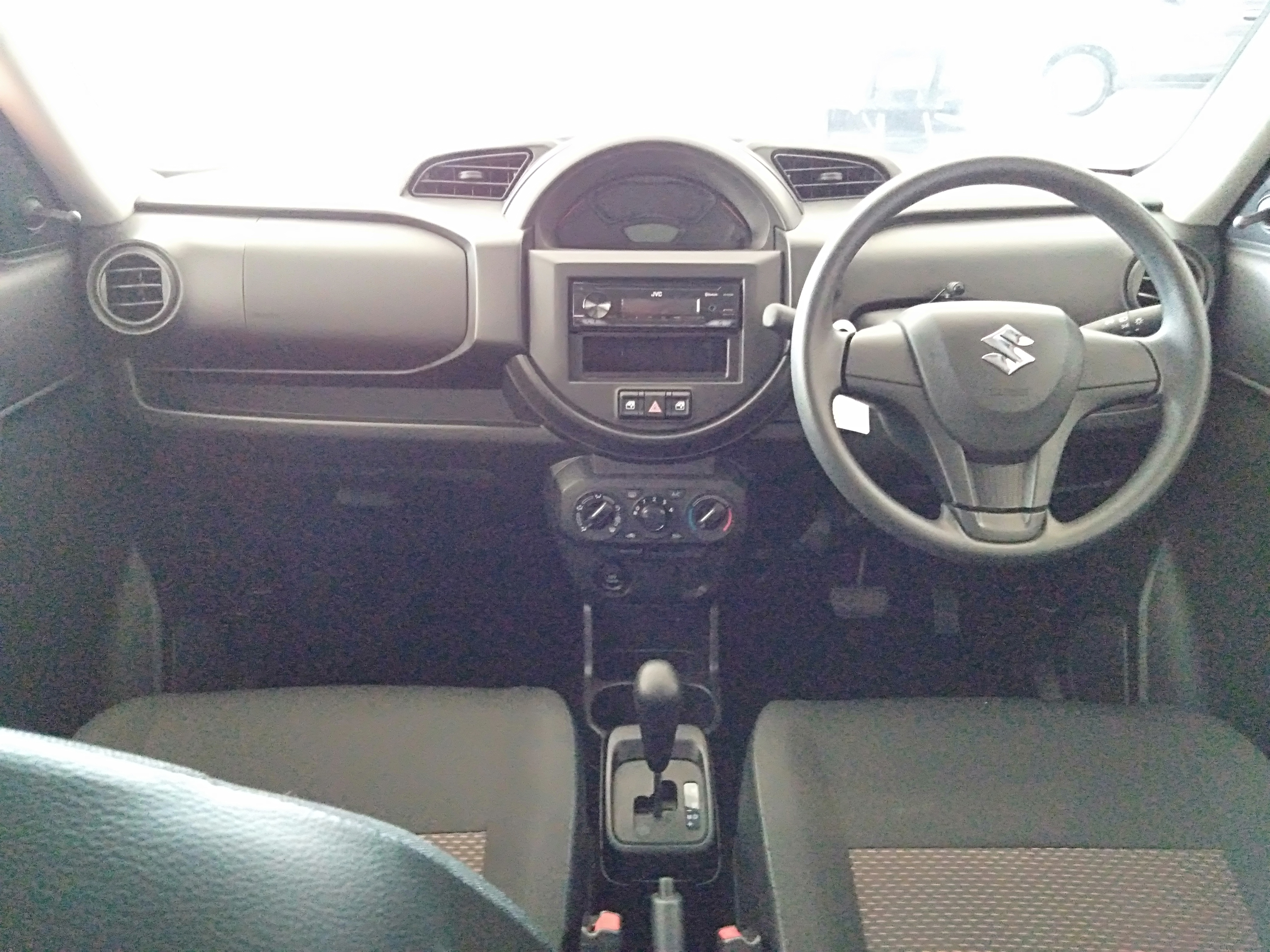
Интерьер (2021)
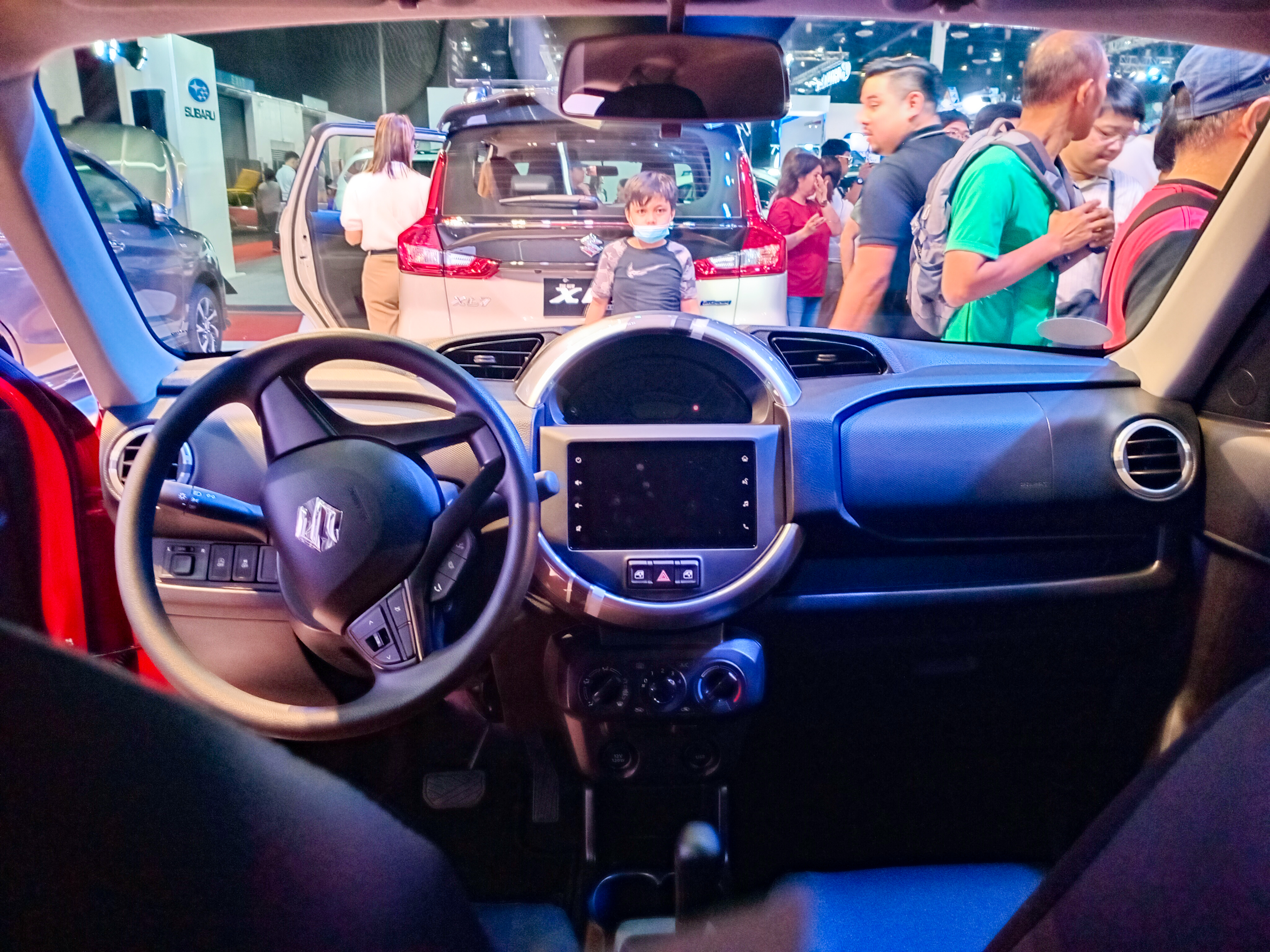
Интерьер (2024)

## Продажи
| Год  | Индия  | Филиппины | Южная Африка | Индонезия | Чили  | Колумбия |
| ---- | ------ | --------- | ------------ | --------- | ----- | -------- |
| 2019 | 35,254 |           |              |           |       |          |
| 2020 | 67,690 | 1,930     | 3,601        |           | 407   |          |
| 2021 | 65,748 | 3,429     | 6,343        |           | 1,243 |          |
| 2022 | 65,276 |           | 4,953        | 2,298     |       | 1,552    |
| 2023 | 31,368 |           | 5,009        | 3,617     | 2,475 | 289      |
| 2024 |        |           |              | 2,895     | 1,516 |          |